# Spyridium phylicoides
Spyridium phylicoides är en brakvedsväxtart som beskrevs av Reiss.. Spyridium phylicoides ingår i släktet Spyridium och familjen brakvedsväxter. Inga underarter finns listade i Catalogue of Life.